# Jarin Blaschke
Jarin Blaschke (* 28. září 1978 Westminster) je americký kameraman známý především svou prací na filmech Maják (2019), Seveřan (2022) a Nosferatu (2024) režiséra Roberta Eggerse. Za film Maják a byl nominován na Oscara v kategorii Nejlepší kamera. Podruhé byl nominován na Oscara za film Nosferatu.

## Životopis
Narodil se 28. září 1978 v kalifornském Wesminsteru. Když mu bylo šestnáct let, odjel do New Yorku studovat film ve Škole vizuálního umění (School of Visual Arts). Uvádí, že mu po škole trvalo 15 let, než se mu podařilo pracovat na filmovém projektu, který viděl významnější počet diváků. Potýkal se také s nedostatkem financí. Poprvé se dostal do většího povědomí svou prací na filmu Čarodějnice (2016), který byl režisérským debutem Roberta Eggerse. Za svou práci se mu dostalo ohlasů a také několik nominací od filmové kritiky, včetně Seattle Film Critics Society Award za nejlepší kameru. S Eggersem začal spolupracovat v roce 2007 na krátkém filmu, který byl adaptací povídky Edgara Alana Poa Zrádné srdce. Opět se spojili při práci na filmu Maják (2019), který byl natočen na černobílý negativ. Kromě nominace na Oscara vyhrál cenu Independent Spirit Award 2020 za nejlepší kameru a byl nominován na cenu BAFTA a Critics' Choice Award. V roce 2023 znovu spolupracoval s Eggersem na hororovém filmu Nosferatu (2024), který je remakem filmu Upír Nosferatu z roku 1922. Za film Nosferatu byl Blaschke podruhé nominován na Oscara a získal další dvě desítky nominací a cen.

### Osobní život
Má dceru. V roce 2023 žil rok s rodinou v Praze kvůli natáčení filmu Nosferatu. V současnosti (2025) žije v Anglii.

## Filmografie

### Film
| Rok  | Název                 | Režie              | Poznámky                        |
| ---- | --------------------- | ------------------ | ------------------------------- |
| 2009 | Blood Night           | Frank Sabatella    | spolu s Christopherem Waltersem |
| 2012 | Babygirl              | Macdara Vallely    |                                 |
| 2012 | Fray                  | Geoff Ryan         |                                 |
| 2014 | I Believe in Unicorns | Leah Meyerhoff     |                                 |
| 2015 | Čarodějnice           | Robert Eggers      |                                 |
| 2017 | Shimmer Lake          | Oren Uziel         |                                 |
| 2018 | Back Roads            | Alex Pettyfer      |                                 |
| 2018 | Temné osnovy          | Rodrigo Cortés     |                                 |
| 2019 | Enclosure             | Rachel Rose        |                                 |
| 2019 | Maják                 | Robert Eggers      |                                 |
| 2022 | Seveřan               | Robert Eggers      |                                 |
| 2023 | Někdo klepe na dveře  | M. Night Shyamalan | spolu s Lowellem A. Meyerem     |
| 2024 | Nosferatu             | Robert Eggers      |                                 |

### Televize
| Rok  | Název                      | Režie            | Poznámky       |
| ---- | -------------------------- | ---------------- | -------------- |
| 2011 | Brooklyn Shakara           | Femi Agbayewa    | pilot          |
| 2020 | Servant                    | Lisa Brühlmann   | epizoda „Boba” |
| 2020 | Agatha Christie: Plavý kůň | Leonora Lonsdale | minisérie      |

## Ocenění
| Rok  | Cena                         | Kategorie       | Film        | Výsledek  | Ref.   |
| ---- | ---------------------------- | --------------- | ----------- | --------- | ------ |
| 2016 | Seattle Film Critics Society | Nejlepší kamera | Čarodějnice | nominace  |        |
| 2019 | Cena akademie                | Nejlepší kamera | Maják       | nominace  |        |
| 2019 | Critics' Choice Award        | Nejlepší kamera | Maják       | nominace  | [ 10 ] |
| 2019 | Independent Spirit Award     | Nejlepší kamera | Maják       | vítězství |        |
| 2020 | BAFTA                        | Nejlepší kamera | Maják       | nominace  | [ 9 ]  |
| 2025 | Cena akademie                | Nejlepší kamera | Nosferatu   | nominace  |        |